# エドワード・シャクルトン
シャクルトン男爵エドワード・アーサー・アレクサンダー・シャクルトン（Edward Arthur Alexander Shackleton, Baron Shackleton KG AC OBE PC FRS FRGS、1911年7月15日 - 1994年9月22日）は、イギリスの地理学者、空軍将校、労働党の政治家。著名な南極探検家であるアーネスト・シャクルトンの末子。

## 生い立ちと初期の経歴
ロンドンのワンズワースで、アーネスト・シャクルトンの一番下の息子として生まれる。オックスフォードシャー、ラドリー近郊にある全寮制男子 インデペンデント・スクールのラドリー・カレッジで学び、オックスフォード大学のモードリン・カレッジに進学した。
1932年にトム・ハリソンが組織した、オックスフォード大学探検部のボルネオ島サラワク遠征隊の隊員となった。この探検で、シャクルトンはムール山に初登頂した。
1934年には、「オックスフォード大学エルズミーア遠征隊（Oxford University Ellesmere Land Expedition）」を組織し、ゴードン・ノエル・ハンフリーズを隊長とした。シャクルトンは副測量士として隊に同行した。同遠征隊はオックスフォード大学に由来するオックスフォード山とブリティッシュ・エンパイア・レンジを命名した。シャクルトンは大学を出ると、北アイルランドでBBCのプロデューサーとして働いた－その経験が彼を保守党から労働党へ転向させることとなった。空軍で軍務に就き、1945年に大英帝国勲章オフィサー（OBE）を授与された。

## 政治家転向以降
1945年イギリス総選挙でエプソム選挙区、同年のブーネモス選挙区補欠選挙の労働党候補として立候補するが落選。1946年にプレストン選挙区から立候補し当選した。1950年にはプレストンサウス選挙区から当選し、1951年に再選された。
1955年に落選し、1958年8月11日に、ハンプシャー州バーレイの一代貴族「シャクルトン男爵」となる。ハロルド・ウィルソン内閣では、1964年から1967年まで空軍次官、1967年から1968年まで無任所大臣、1968年に出納局長官を務めた。1968年から1970年まで貴族院院内総務となり、野党転落後も影の内閣貴族院院内総務を務めた。
1971年から王立地理学会の会長を務める。1974年にはガーター騎士団員に叙せられた。同年、新たに設立されたジェームズ・ケアード号協会（James Caird Society）の終身会長となる。また、1962年から死去するまでイギリス学校探検協会 (B.S.E.S.)のパトロンとして活動した。1989年には、規定12に基づく王立協会フェローに選ばれた。また、東ヨーロッパ貿易協議会（East European Trade Council）の議長を務めた。
1990年、「特にイギリス・オーストラリア協会を通じた、イギリスとオーストラリアの関係への貢献に対して」、オーストラリアの文民に与えられる最高の勲章であるオーストラリア勲章コンパニオン (AC)を授与された。

## 私生活
1938年にベティ・ホーマン（Betty Homan）と結婚し、2人の子供：チャールズ・エドワード・アーネスト（Charles Edward Ernest）とアレクサンドラ（Alexandra）がいる。

## 紋章
シャクルトンのガーターバナーは、生前はウィンザー城の聖ジョージ礼拝堂に、現在はフォークランド諸島のクライストチャーチ大聖堂に飾られている。